# Bill Pertwee
Bill Pertwee, właśc. William Desmond Anthony Pertwee (ur. 21 lipca 1926 w Amersham, zm. 27 maja 2013 w Truro) – brytyjski aktor, znany zwłaszcza z telewizyjnych ról komediowych, w szczególności w serialach Armia tatuśka (1968–1977) i Pan wzywał, milordzie? (1988–1993).

## Życiorys

### Dzieciństwo i młodość
Jest dzieckiem z międzynarodowego małżeństwa: jego ojciec był Anglikiem, a matka Brazylijką. Ze względów medycznych (kontuzja podczas pływania) nie został przyjęty do wojska w czasie II wojny światowej. Na wojnie zginął jego brat służący w Royal Air Force. Bill Pertwee podczas wojny zrezygnował z nauki w szkole i pracował w fabryce zbrojeniowej. Po wojnie zarabiał jako pracownik niższego szczebla w dziale księgowym London Stock Exchange, a także jako sprzedawca w salonie firmy Burberry.

### Kariera aktorska
Jego kariera aktorska zaczęła się pod koniec lat 50., kiedy to pojawił się w radiowym serialu komediowym Beyond Our Ken, później występował też w podobnego typu produkcji pod tytułem Round the Horne. Pracował także w telewizji jako osoba odpowiedzialna za „rozgrzewanie” publiczności przed nagraniem programu czy serialu. W 1968 został obsadzony w serialu Armia tatuśka, pierwszym projekcie spółki autorskiej Jimmy Perry i David Croft.
W latach 70. wystąpił w trzech odsłonach cyklu filmowego Cała naprzód, przy czym o ile w filmach Cała naprzód: Amory? Do dzieła! i Cała naprzód: Dziewczęta do dzieła widzowie mogli zobaczyć sceny z jego udziałem, o tyle w Cała naprzód: Jak sobie pościelesz... zostały one wycięte na etapie montażu. W latach 80. grał w niewielkich gościnnych rolach w takich serialach Davida Crofta jak It Ain’t Half Hot Mum, gdzie wystąpił w odcinku finałowym, czy Hi-de-Hi!. Znacznie większą rolę otrzymał w ostatniej produkcji duetu Perry/Croft, czyli w Pan wzywał, milordzie?. Grał tam posterunkowego Wilsona, dzielnicowego pracującego w okolicach lordowskiej rezydencji, który spędza znaczną część swoich patroli na podjadaniu przysmaków z lordowskiej kuchni.
W późniejszych latach poświęcił się głównie działalności charytatywnej, za którą w 2007 został odznaczony Kawalerią Orderu Imperium Brytyjskiego (MBE). Był również przewodniczącym oficjalnego stowarzyszenia miłośników serialu Armia tatuśka.
Był dwukrotnie żonaty. Miał jednego syna – Jonathana. Zmarł w wieku 86 lat, w otoczeniu rodziny.